# Buslijn 346 (Amsterdam-Haarlem)
Buslijn 346 is een R-net-buslijn van Connexxion. De lijn verbindt station Amsterdam Zuid met Haarlem en werd in december 2014 ingesteld als opvolger van lijn 176. De lijn is vooral bestemd voor forensen van Haarlem naar de Zuidas in Amsterdam waarbij tot 25 augustus 2019 in de ochtendspits elke 5 minuten werd gereden en in de daluren en middagspits om de 7 tot 8 minuten.

## Geschiedenis

### Lijn 176 I
De eerste lijn 176 werd in 1985 ingesteld door de toenmalige streekvervoerder Centraal Nederland tussen Schiphol Oost en Aalsmeer; dit traject was een afsplitsing van de doorgaande ritten van lijn 173.  

### Lijn 176 II
Op 1 juni 1986 werd de westtak van de Schiphollijn geopend; lijn 176 werd tot 143 vernummerd. CN stelde een tweede lijn 176 in als versterking van lijn 174 (voorloper van R-netlijn 300) op het traject Haarlem-Schiphol Centrum. Lijn 176 reed overdag een gezamenlijke kwartierdienst met lijn 174 en 's avonds (en vanaf 1989 ook in het weekeinde) een gezamenlijke halfuurdienst. In de spits werd doorgereden naar Schiphol Oost. 
Op 27 mei 1990 werd lijn 176 via station Bijlmer doorgetrokken naar Weesp waardoor er over de hele lengte een combinatie met lijn 174 ontstond; zij het met afwijkende routes. In Weesp reed lijn 176 in de spits via de wijk Aetsveld, vanaf 2 juni 1991 werd in Ouderkerk aan de Amstel via het dorp gereden in plaats van erlangs, en 's avonds en in het weekeinde (zaterdag tot 11:00 uur en zondag de hele dag) reed de lijn niet verder dan station Kraaiennest in de Bijlmer. 
Vanaf 23 mei 1993 werden de ritten van lijn 176 in lijn 174 geïntegreerd. In 1994 werd CN opgedeeld in NZH (regio West) en Midnet (regio Oost); de lijn van Haarlem naar Weesp was voortaan een NZH-lijn.

### Lijn 176 III
In 1999 fuseerden NZH en Midnet met de omringende streekvervoerders tot Connexxion; tussen station Zuid en Haarlem ging een nieuwe lijn 176 rijden ter gedeeltelijke vervanging van de ingekorte snelbuslijn 125. De lijn reed in de spits een kwartierdienst, daarbuiten een halfuurdienst en 's avonds en in het weekeinde een uurdienst. In de spits werd vanuit Haarlem doorgereden naar Velserbroek en tijdens de jaardienst 2003 werd vanaf het Delftplein vertrokken.
Vanwege een onderhoudsbeurt aan de A4 en A10 bij Amsterdam-Zuid werd lijn 176 tussen 21 juli en 28 augustus 2006 verlegd naar Amstelveen Bankrashof; passagiers richting station Zuid konden bij het busstation en Oranjebaan overstappen op bus en tram.
Tussen 2007 en 2013 werd de frequentie december 2007 verhoogd naar uiteindelijk elf ritten per uur in de ochtendspits en acht in de middagspits.   

### Lijn 346

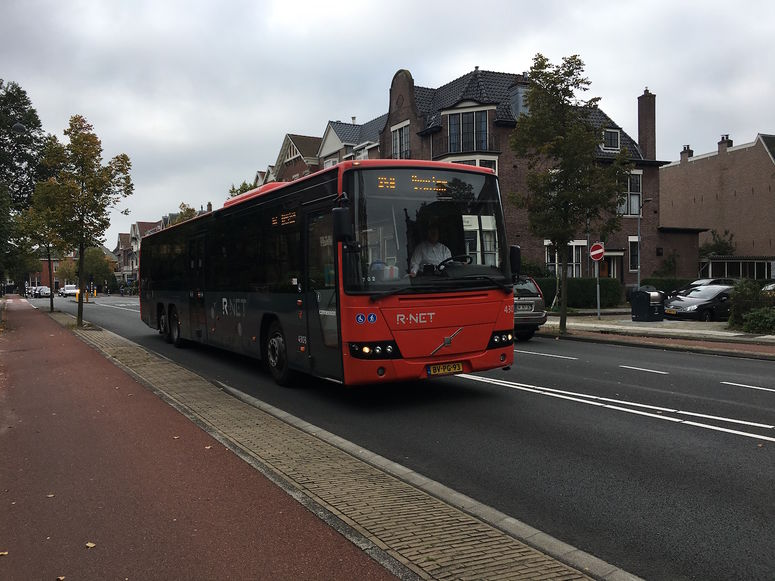
Bus 4303 op lijn 346

Ingaande de dienstregeling 2015 is lijn 176 onderdeel gaan uitmaken van R-net en tot 346 vernummerd. Sinds de dienstregeling 2018 wordt de lijn in opdracht van Connexxion geëxploiteerd door de Taxi Centrale Renesse met dubbeldeksbussen. Nadat Taxi Centrale Renesse in februari 2020 failliet ging, nam Van Heugten Tours het over. Er zijn geen staanplaatsen toegelaten en het is verplicht om de veiligheidsgordel te dragen. Op de voorste stoelen is dat een driepuntsgordel, op de overige stoelen een heupgordel. In het weekeinde rijden geen dubbeldekkers.

#### Lijn 244
Op 26 augustus 2019 werd het aantal ritten van lijn 346 vooral in de spits teruggebracht. Hierdoor werd het mogelijk een nieuwe spitslijn 244 in te stellen. Deze lijn begint bij het Delftplein in Haarlem Noord en rijdt vervolgens langs het station waar echter geen halte is. Daarna rijdt lijn 244 buiten het centrum om via de Amsterdamsevaart en Prins Bernhardlaan naar het Burgemeester Reinaldapark. Van hieruit volgt lijn 244 de route van lijn 346 naar Amsterdam Zuid. Naast een rechtstreekse verbinding voor bewoners uit Haarlem Noord met Amsterdam Zuid werd hierdoor het grote aantal bussen in het centrum van Haarlem verminderd. Op 4 januari 2021 werd lijn 244 voorlopig opgeheven in verband met het afgenomen vervoer. Op 29 september 2025 wordt de lijn heringesteld en verlengt naar Velserbroek en Beverwijk.  